# Pasquill
Das bzw. der Pasquill (italienisch: „kleiner Pasquino“, auch: die Pasquinate) ist eine Schmäh- oder Spottschrift, die verfasst wird, um eine bestimmte Person zu verleumden oder in ihrer Ehre zu verletzen. Eine bildliche Darstellung, die diesen Zielen dient, kann ebenfalls die Bezeichnung Pasquill tragen. Der Pasquillant, der Verfasser dieser Schrift, publiziert anonym oder wählt ein Pseudonym.
In der frühen Neuzeit, als die Begriffe Flugblatt und Flugschrift noch nicht existierten, wurden auch diese als Pasquill bezeichnet, wenn sie durch eine tendenziöse Darstellung Meinungen beeinflussen sollten.

## Ursprung des Begriffes

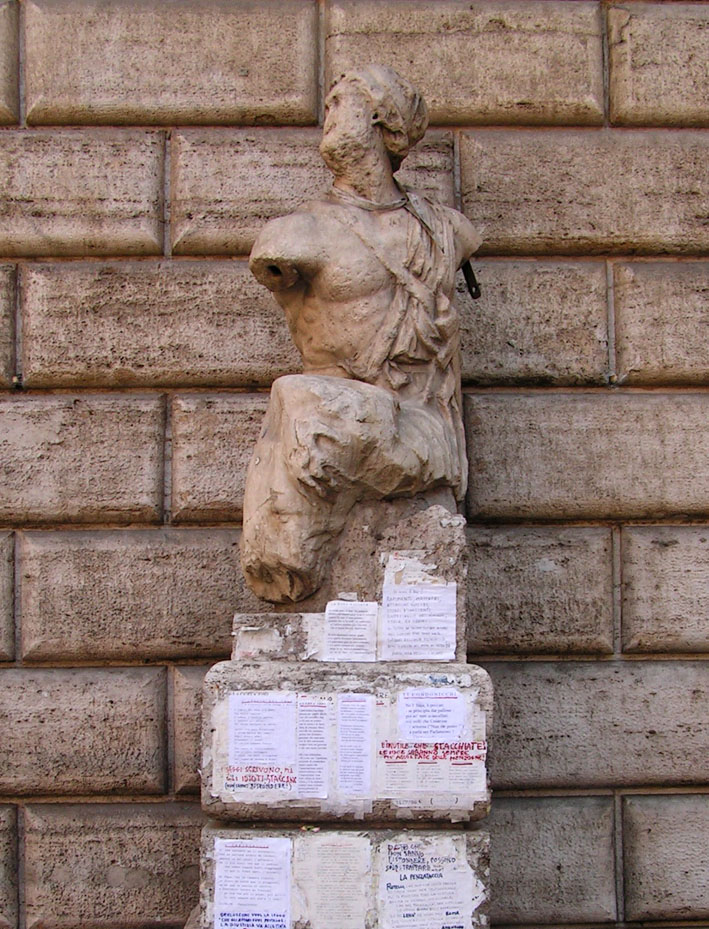
Pasquinus-Statue

Der Name Pasquill soll sich von einem Schneider namens Pasquino herleiten, der im 16. Jahrhundert in Rom lebte. Er pflegte an eine Statue in seiner Nachbarschaft scharfe satirische und schmähende Epigramme anzuheften, was ihm bald Dichter, darunter Pietro Aretino, Studenten und Professoren nachtaten. Die Spottverse an der Pasquino genannten Statue wurden Pasquinata oder Pasquill genannt.
Die Statue ist ein Torso, der Menelaos mit der Leiche des Patroklos darstellt. Es handelt sich um die römische Kopie einer griechischen Figurengruppe aus dem antiken römischen Stadion des Domitian, das sich an der Stelle der heutigen Piazza Navona befand und das Ende des 15. Jahrhunderts bei Ausgrabungen gefunden wurde. 1501 wurde der Torso vor dem benachbarten Palazzo Braschi aufgestellt.
An eine weitere der römischen „sprechenden Statuen“, den Marforio, wurden häufig Antworten auf die am Pasquino angehefteten Schmähschriften angebracht. Die beiden Statuen führten manchmal regelrecht Dialoge über die auf ihnen angehefteten Zettel miteinander.

## Das Pasquill in der Literaturgeschichte
Eine der bekanntesten Schmähschriften der antiken Literaturgeschichte ist die Apocolocyntosis von Seneca dem Jüngeren. Der Titel bedeutet wörtlich „Verkürbissung“, in unserer Sprache so viel wie „Veräppelung“ des Kaisers Claudius. In dieser Satire im Menippeischen Stil macht Seneca sich mit beißendem Spott über Leben, Tod und Apotheose des Claudius lustig, der ihn im Jahre 41 n. Chr. auf die Insel Korsika verbannt hatte.
Weitreichende – vom Autor nicht vorhergesehene – Folgen hatte das obszöne Pasquill Doktor Bahrdt mit der eisernen Stirn oder die deutsche Union gegen Zimmermann. Ein Schauspiel […] von Knigge, das August von Kotzebue unter dem Pseudonym „von Knigge“ im Jahr 1790 geschrieben hatte. Anlass war die literarische Fehde zwischen Johann Georg Zimmermann und Karl Friedrich Bahrdt. Kotzebue bezog dabei Stellung auf Seiten Zimmermanns; dessen Gegner griff er mit seiner Schrift in scharfer und sehr abschätziger Form an. Zunächst wurde vermutet, dass Zimmermann selbst die Schrift verfasst hätte und sich so gegen die Autoren und Verleger Joachim Heinrich Campe, Heinrich Christian Boie, Georg Christoph Lichtenberg, die Berliner Aufklärer Friedrich Nicolai, Friedrich Gedike und Johann Erich Biester, Adolph von Knigge und andere gewandt hätte. Diese Schrift kostete Zimmermann seine Reputation, obwohl August von Kotzebue später zugab, dass das Pasquill von ihm stammte. In dem sich anschließenden Skandal warfen die Literaturkritiker Kotzebue Unmoral vor, und obwohl sich seine dramatischen Werke damals großer Beliebtheit erfreuten, wurden sie von den Kritikern kaum mehr beachtet.